# Rosas del amor
Rosas del amor é o primeiro álbum solo do violonista flamenco Tomatito.
| Críticas profissionais                                                      | Críticas profissionais |
| Avaliações da crítica                                                       | Avaliações da crítica  |
| Fonte                                                                       | Avaliação              |
| --------------------------------------------------------------------------- | ---------------------- |
| Allmusic                                                                    | [ 1 ]                  |
| Esta tabela precisa de ser acompanhada por texto em prosa. Consulte o guia. |                        |

## Faixas
Todas as músicas por Tomatito, exceto "Rosas del Amor" (por Tomatito e Juan Antonio Salazar).
1. "Dedicado a Camarón" – 3:52
2. "La Chanca" – 4:03
3. "Rosas del amor" (com Camarón) – 4:04
4. "La Andonda" – 3:08
5. "Puerta de Sevilla" – 3:18
6. "Barrio de Santiago" – 3:47
7. "Alejandría" – 4:09
8. "Soledad" – 4:33